# Praia Clube 2022-2023 (pallavolo femminile)
Questa voce raccoglie le informazioni riguardanti il Praia Clube nella stagione 2022-2023.

## Stagione
Il Praia Clube utilizza la denominazione sponsorizzata Dentil Praia Clube nella stagione 2022-23.
Partecipa alla Superliga Série A per la quindicesima volta: si classifica ai play-off scudetto dopo il primo posto in regular season, eliminando ai quarti di finale il Barueri, il Rio de Janeiro in semifinale e aggiudicandosi il secondo scudetto della propria storia ai danni del Minas. In Coppa del Brasile, invece, si spinge fino in finale, eliminando il Barueri e il Fluminense, prima di essere sconfitto in finale dal Minas.
In ambito locale ottiene un secondo posto al Campionato Mineiro, mentre a livello internazionale ottiene un quinto posto al campionato mondiale, prima di aggiudicarsi per la seconda volta il campionato sudamericano dopo aver vinto il classico contro il Minas.

## Organigramma societario
Area direttiva
- Presidente: Carlos Braga
- Supervisore: Bruno Vilela

Area tecnica
- Allenatore: Paulo Barros
- Secondo allenatore: Marco Di Bonifácio
- Assistente allenatore: Amorival de Almeida
- Aiuto allenatore: Gabriel Morais
- Scoutman: Denis de Moraes
- Preparatore atletico: Renato Fonseca

Area sanitaria
- Medico: Fabrício Naves
- Fisioterapista: Mariana Rezende

## Rosa
| N° | Nome                  | Ruolo | Data di nascita   | Nazionalità sportiva |
| -- | --------------------- | ----- | ----------------- | -------------------- |
| 2  | Brayelin Martínez     | O     | 11 settembre 1996 | Rep. Dominicana      |
| 3  | Jineiry Martínez      | C     | 3 dicembre 1997   | Rep. Dominicana      |
| 4  | Cláudia da Silva      | P     | 21 settembre 1987 | Brasile              |
| 7  | Jordane Tolentino     | P     | 23 dicembre 1985  | Brasile              |
| 9  | Angélica Malinverno   | C     | 5 luglio 1989     | Brasile              |
| 10 | Tainara Santos        | S     | 9 marzo 2000      | Brasile              |
| 11 | Anne Buijs            | S     | 2 dicembre 1991   | Paesi Bassi          |
| 12 | Ariane Teixeira       | O     | 27 dicembre 1996  | Brasile              |
| 13 | Kasiely Clemente      | S     | 6 dicembre 1993   | Brasile              |
| 14 | Juliana Perdigão      | L     | 5 aprile 1991     | Brasile              |
| 15 | Ana Carolina da Silva | C     | 8 aprile 1991     | Brasile              |
| 16 | Vanessa Janke         | S     | 8 marzo 1991      | Brasile              |
| 17 | Suelen Pinto          | L     | 4 ottobre 1987    | Brasile              |
| 18 | Letícia Hage          | C     | 9 settembre 1990  | Brasile              |
| 19 | Lyara Medeiros        | P     | 19 settembre 1996 | Brasile              |

## Statistiche

### Statistiche di squadra
| Competizione            | Punti | In casa | In casa | In casa | In trasferta | In trasferta | In trasferta | Totale | Totale | Totale |
| Competizione            | Punti | G       | V       | P       | G            | V            | P            | G      | V      | P      |
| ----------------------- | ----- | ------- | ------- | ------- | ------------ | ------------ | ------------ | ------ | ------ | ------ |
| Superliga Série A       | 59    | 15      | 13      | 2       | 13           | 11           | 2            | 28     | 24     | 4      |
| Coppa del Brasile       | -     | 1       | 1       | 0       | 0            | 0            | 0            | 3      | 3      | 0      |
| Campionato sudamericano | 6     | -       | -       | -       | -            | -            | -            | 4      | 4      | 0      |
| Campionato mondiale     | 0     | -       | -       | -       | -            | -            | -            | 2      | 0      | 2      |
| Totale                  | -     | 16      | 14      | 2       | 13           | 11           | 2            | 37     | 31     | 6      |

### Statistiche dei giocatori
| Giocatrice    | Superliga Série A | Superliga Série A | Superliga Série A | Superliga Série A | Superliga Série A | Campionato mondiale | Campionato mondiale | Campionato mondiale | Campionato mondiale | Campionato mondiale |
| Giocatrice    | P                 | PT                | AV                | MV                | BV                | P                   | PT                  | AV                  | MV                  | BV                  |
| ------------- | ----------------- | ----------------- | ----------------- | ----------------- | ----------------- | ------------------- | ------------------- | ------------------- | ------------------- | ------------------- |
| A. Buijs      | 26                | 274               | 240               | 23                | 11                | 2                   | 6                   | 6                   | 0                   | 0                   |
| K. Clemente   | 27                | 184               | 149               | 32                | 3                 | 2                   | 5                   | 2                   | 2                   | 1                   |
| A.C. da Silva | 27                | 267               | 156               | 88                | 23                | 2                   | 9                   | 7                   | 2                   | 0                   |
| C. da Silva   | 28                | 81                | 34                | 30                | 17                | 2                   | 4                   | 4                   | 0                   | 0                   |
| L. Hage       | 11                | 18                | 7                 | 11                | 0                 | 2                   | 4                   | 2                   | 2                   | 0                   |
| V. Janke      | 27                | 39                | 25                | 4                 | 10                | 2                   | 0                   | 0                   | 0                   | 0                   |
| A. Malinverno | 5                 | 6                 | 3                 | 3                 | 0                 | 1                   | 2                   | 2                   | 0                   | 0                   |
| B. Martínez   | 21                | 317               | 186               | 23                | 8                 | 2                   | 19                  | 18                  | 1                   | 0                   |
| J. Martínez   | 27                | 222               | 146               | 61                | 15                | 2                   | 7                   | 7                   | 0                   | 0                   |
| L. Medeiros   | 20                | 1                 | 0                 | 1                 | 0                 | 1                   | 0                   | 0                   | 0                   | 0                   |
| J. Perdigão   | 15                | 0                 | 0                 | 0                 | 0                 | 1                   | 0                   | 0                   | 0                   | 0                   |
| S. Pinto      | 27                | 0                 | 0                 | 0                 | 0                 | 2                   | 0                   | 0                   | 0                   | 0                   |
| T. Santos     | 26                | 322               | 256               | 50                | 16                | 2                   | 24                  | 20                  | 4                   | 0                   |
| A. Teixeira   | 17                | 31                | 23                | 5                 | 3                 | 1                   | 0                   | 0                   | 0                   | 0                   |
| J. Tolentino  | 0                 | 0                 | 0                 | 0                 | 0                 |                     |                     |                     |                     |                     |

P = presenze; PT = punti totali; AV = attacchi vincenti; MV = muri vincenti; BV = battute vincenti

NB: Non sono disponibili i dati relativi alla Coppa del Brasile, al campionato sudamericano e, di conseguenza, quelli totali.